# George Weller
George Anthony Weller (* 13. Juli 1907 in Boston, Massachusetts; † 19. Dezember 2002 in San Felice Circeo, Italien) war ein US-amerikanischer Journalist und Schriftsteller.
Er war der erste amerikanische Journalist, der nach dem Ende des Zweiten Weltkrieges Nagasaki nach dem Atombombenabwurf besuchte. Bereits 1943 wurde er mit dem Pulitzer-Preis für eine Kriegsberichterstattung geehrt.